# The Golden Scarab
The Golden Scarab es el primer álbum de estudio en solitario de Ray Manzarek, más conocido como miembro de la banda de rock The Doors. Fue publicado en marzo de 1974 a través del sello Mercury Records. El álbum fue producido por Bruce Botnick, y se grabó en Sunset Sound Studios, en Los Ángeles, California.

## Concepción
The Golden Scarab fue un álbum conceptual de temática egipcia que Manzarek describió como inspirado en el ácido y siete años de ser Door. “The Golden Scarab cuenta la historia de un viaje psíquico. Un tipo esperando al Mesías; esperando que alguien le muestre el camino. Pero al final descubre que sólo puede hacerlo él mismo. Toma la vida tal como es. No lo juzgues. Disfrútala. ¡Es la vida! Musicalmente se conecta de nuevo con la música de los dos primeros álbumes de Doors. Es rock and roll. Además del blues de Chicago, la música clásica rusa, los ritmos africanos, los ritmos brasileños e incluso la música oriental. Pero con una base agresiva de hard rock”.

## Recepción de la crítica
Un escritor no especificado de Billboard escribió: “Las letras son débiles en algunos puntos, pero los instrumentos son casi consistentemente fuertes”. Un escritor no especificado de la revista Cash Box escribió: “Una exploración cronológica y psíquica de su historia con the Doors y después de dejarlos, el LP es a la vez introspectivo y extrovertido”.

## Lista de canciones
Todas las canciones escritas y compuestas por Ray Manzarek, excepto «Downbound Train», escrita por Chuck Berry. 
| Lado uno |                       |          |  |
| N.º      | Título                | Duración |  |
| 1.       | «He Can't Come Today» | 4:35     |  |
| 2.       | «Solar Boat»          | 5:15     |  |
| 3.       | «Downbound Train»     | 5:27     |  |
| 4.       | «The Golden Scarab»   | 6:42     |  |

| Lado dos |                                       |          |  |
| N.º      | Título                                | Duración |  |
| 1.       | «The Purpose of Existence Is»         | 6:42     |  |
| 2.       | «The Moorish Idol»                    | 5:40     |  |
| 3.       | «Choose Up and Choose Off»            | 4:42     |  |
| 4.       | «Oh Thou Precious Nectar Filled Form» | 4:58     |  |

## Créditos y personal
Créditos adaptados desde las notas de álbum de The Golden Scarab.
- Ray Manzarek – voces, piano, órgano, sintetizador, arreglos
- Tony Williams – batería
- Jerry Scheff – bajo eléctrico
- Larry Carlton – guitarra
- Mailto Correa – conga, caja china, bongó
- Steve Forman – cencerro, silbido, güiro, caja china
- Milt Holland – pandeiro, cencerro, cabasa, cuica
- Bruce Botnick – productor